# Dresdner Philharmonie

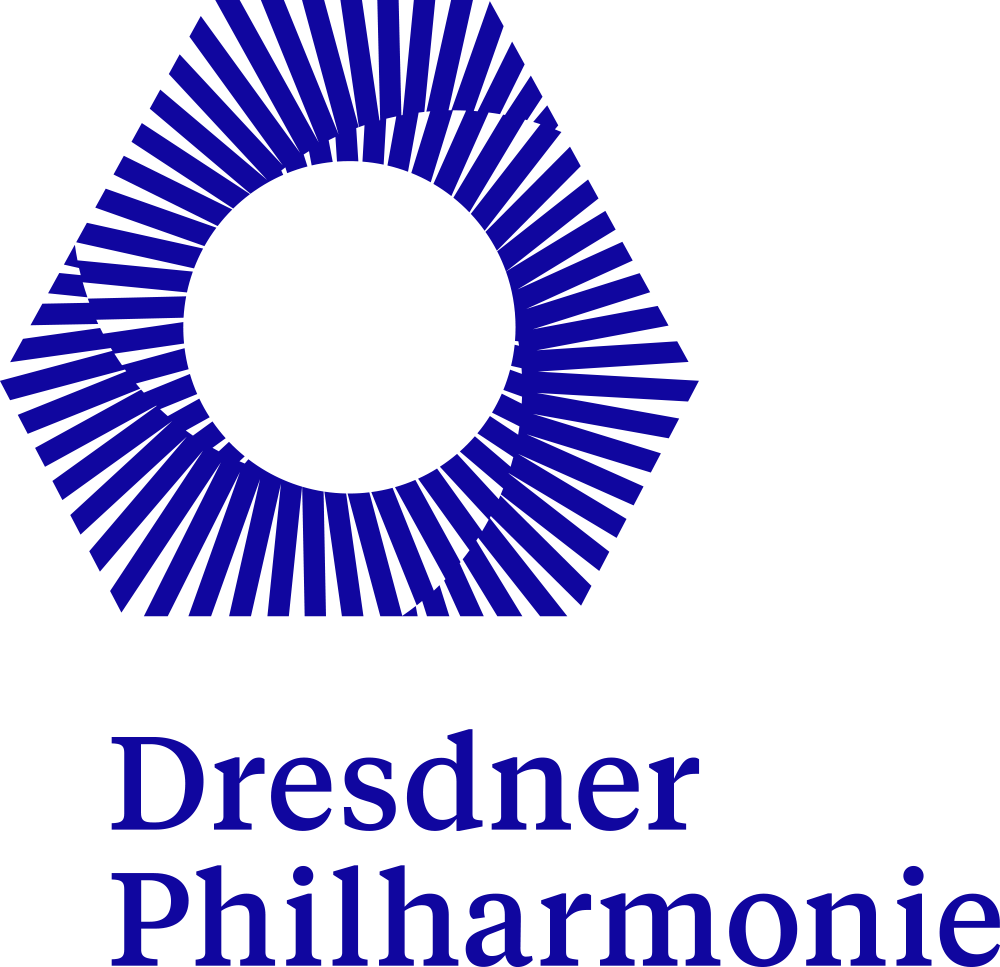
Logo der Dresdner Philharmonie

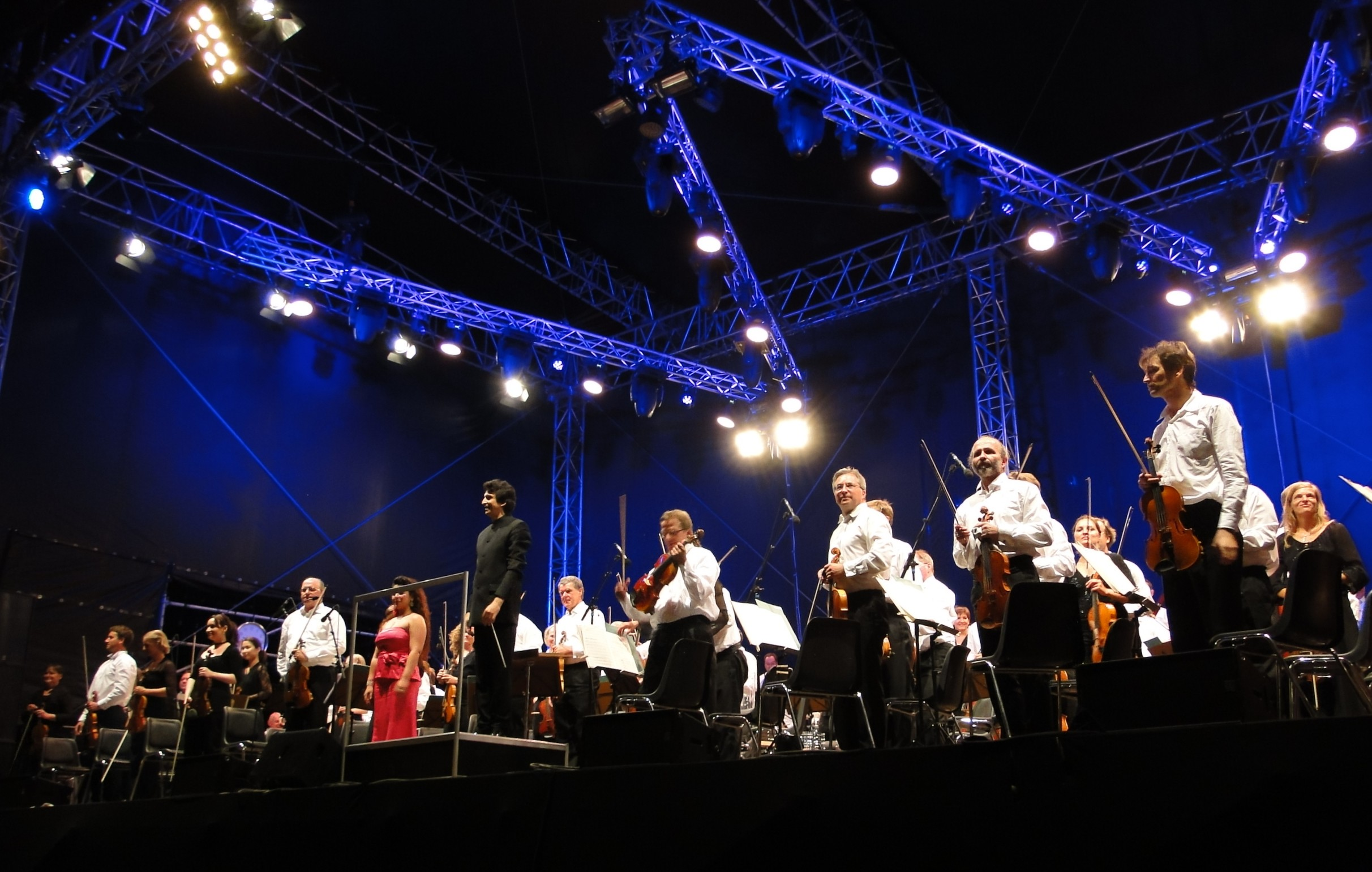
Dresdner Philharmonie 2012

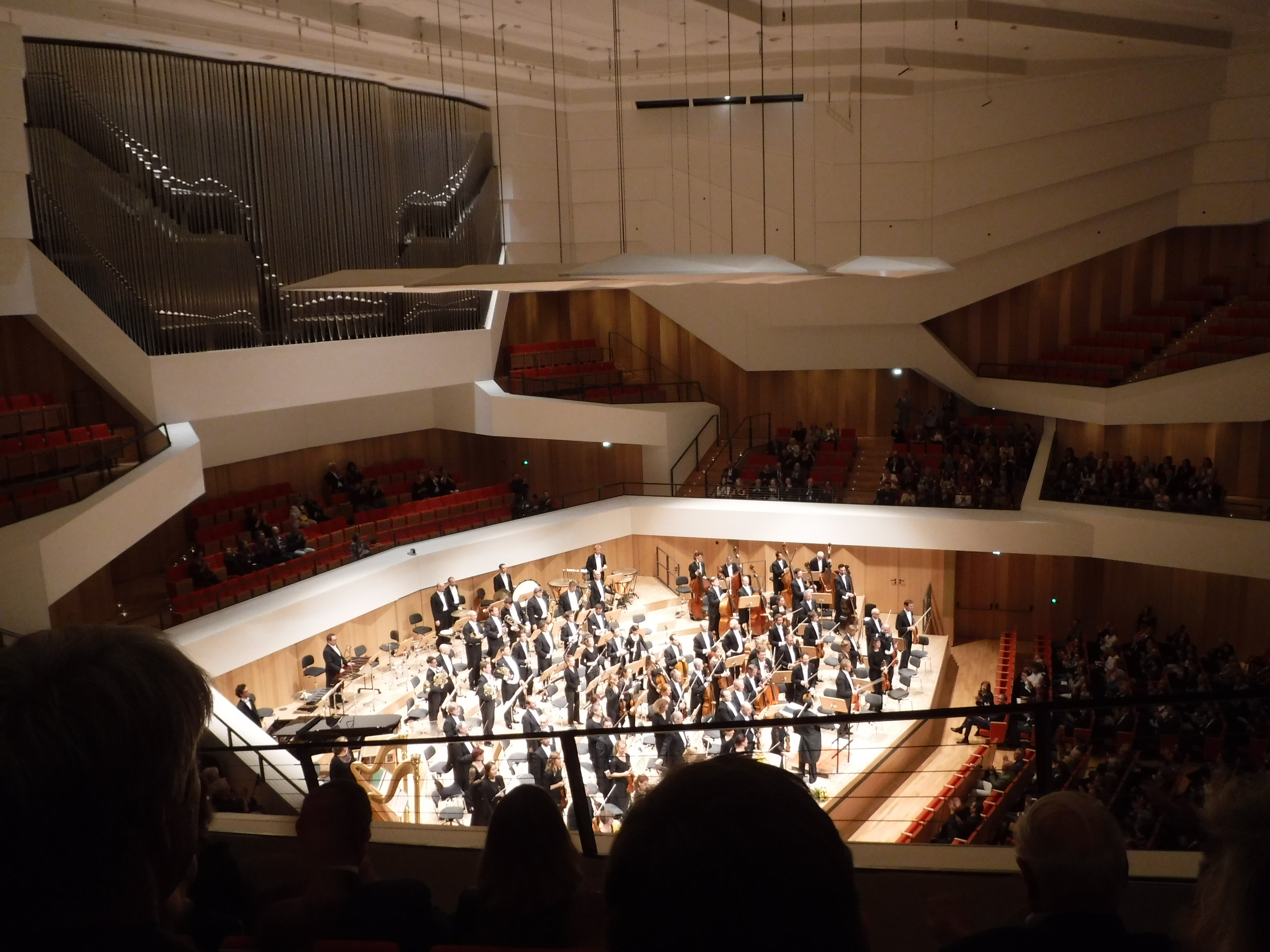
Die Dresdner Philharmonie im sanierten Kulturpalast

Die Dresdner Philharmonie ist ein von der Stadt Dresden getragenes Konzert-Orchester, das im April 1871 als „Gewerbehaus-Kapelle“ gegründet wurde, seit 1923 seinen heutigen Namen trägt und sich mit seiner Geschichte seit 1930 auf den 1870 eingeweihten Konzertsaal im Gewerbehaus bezieht. Seine Heimstatt ist der Konzertsaal im Kulturpalast Dresden. Es hat 116 Planstellen und bietet ein Programm vom klassischen Sinfoniekonzert über Familien-, Schul- und Kammerkonzerte bis hin zu Konzerten mit Orgel, Film, Literatur. Die Dresdner Philharmonie ist gleichzeitig Vermieterin des Konzertsaales an fremde Dritte.

## Geschichte
Am 29. November 1870 wurde im Gewerbehaus (Ostraallee 13) ein für die Bürger der Stadt zugänglicher Veranstaltungssaal (Gewerbehaussaal) mit 2057 Sitzplätzen mit einem Konzert der Stadtmusikkapelle unter Moritz Erdmann Puffholdt eröffnet. 1871 gründete der Gewerbeverein die Gewerbehaus-Kapelle unter Hermann Gustav Mannsfeldt, die bereits im Folgejahr, wie auch 1873 ein Sommer-Auslandsgastspiel in Russland, in Pawlowsk absolvierte.
Die Jahre bis 1914 wurden vor allem durch die Chefdirigenten August Trenkler (in der Zeit von 1890 bis 1903) und Willy Olsen (1903 bis 1915) musikalisch geprägt, 1909 war sie eines der ersten deutschen Orchester, das in den USA auf Tournee ging.
Gleichwohl gelang es dem Orchester nicht, die wirtschaftlichen Probleme adäquat den inzwischen geforderten musikalischen Ansprüchen zu lösen. Bedeutend ist, dass es Persönlichkeiten, wie Edwin Lindner, der 1915 das Gewerbehaus-Orchester „kaufte“ und in „Dresdner Philharmonisches Orchester“ umbenannte, oder Eduard Mörike am Ende der Hyperinflation 1923 bei Umbenennung in „Dresdner Philharmonie“ gelang, nicht nur eine „bürgerliche“ bzw. „bürgerlich getragene“ Orchestertradition neben der Hof- bzw. ab 1918 Staatskapelle aufzubauen, sondern diese Position trotz jahrelanger Ignoranz der Stadt zu behaupten.
Unter dem Chefdirigenten Paul van Kempen, der die künstlerische Leitung von 1934 bis 1942 innehatte, entwickelte sich das Orchester zu einem der besten in Deutschland und ging 1945 in Folge der Luftangriffe auf Dresden unter: Die Spielstätte war zerstört (heute befindet sich dort nach der Großflächenenttrümmerung der 1950er Jahre nur eine Straße), das Archiv und der Notenbestand vernichtet, die großen Instrumente verbrannt.
Trotz diesen „faktischen Endes“ (vom Notenbestand waren ganze 23 Stimmpakete erhalten geblieben) wagten am 5. Juni 1945 die 32 verbliebenen Musiker unter erneut als „Dresdner Philharmonie“ firmierend als wohl das erste Orchester Deutschlands nach Ende des Zweiten Weltkrieges den öffentlichen „Neustart“ mit ihrem ersten Auftritt im unzerstört gebliebenen Saal des Gemeindehauses der Christuskirche Dresden.
1947 bis 1963 stand als Chefdirigent Heinz Bongartz dem Orchester vor. Kurt Masur wirkte seit 1955 als Dirigent der Dresdner Philharmonie, von 1967 bis 1972 leitete er das Orchester als Chefdirigent. In der Zeit von 1986 bis 1995 leitete Jörg-Peter Weigle das Orchester, 2003 bis 2011 war Rafael Frühbeck de Burgos Chefdirigent der Dresdner Philharmonie, von 2011 bis 2019 war es Michael Sanderling, danach von 2019 bis 2023 erneut Marek Janowski. Ab der Spielzeit 2025/26 ist Donald Runnicles Chefdirigent der Dresdner Philharmonie (seit 2024/25 designiert).
Als Intendant (geschäftsführender Leiter) des Orchesters wirkte von 1992 bis zu seinem Tod im Juli 2004 Olivier von Winterstein, dem interimistisch bis zum Jahresende 2004 und regulär von Januar 2005 bis Dezember 2014 Anselm Rose folgte. Dessen Nachfolgerin ist seit Januar 2015 Frauke Roth.
Von 1965 bis 1997 lag die Dramaturgie in den Händen von Dieter Härtwig, aktuell leitet Christopher Dingstad die Künstlerische Planung.

## Repertoire und Wirken
Die Heimatspielstätte des Orchesters ist der Konzertsaal im Kulturpalast am Altmarkt in Dresden, ein denkmalgeschützter Bau der architektonischen Ostmoderne aus dem Jahr 1969.
Seit Jahren bestand in Dresden der Wunsch nach einem neuen, reinen, Konzertsaal für die Dresdner Philharmonie. Dies musste immer wieder aus fiskalischen Gründen verschoben werden. Auch aus diesem Grund gab Marek Janowski, der seine Chefdirigententätigkeit an einen Neubau eines Konzertsaales geknüpft hatte, diese Position 2003 nach nur zwei Jahren nach seiner Berufung wieder auf, nachdem ihm eröffnet werden musste, dass innerhalb seiner Vertragslaufzeit dieser Neubau bzw. dessen Baubeginn auf Grund der finanziellen Lage der Stadt (Elbehochwasser 2002) nicht möglich war. Erst die Entschuldung der Stadt unter Oberbürgermeister Ingolf Roßberg ermöglichte den nötigen finanziellen Spielraum, was jedoch trotzdem weitere Jahre Planungszeiten erforderte. 2012 wurde er, nach einem langen Planungsprozess, für umfassende Renovierungsarbeiten, sowie den Einbau eines neuen, reinen Konzertsaals geschlossen.
2012–2017 war das Orchester im Waldschlösschenareal beheimatet, wo Probenräume, Instrumentenlager und die Büros der Verwaltung untergebracht waren. Die Eröffnung des neuen Konzertsaals und damit verbunden der Wiedereinzug des Orchesters in seine angestammte Spielstätte erfolgte am 28. April 2017.
Aktuell hat das Orchester 116 Planstellen.
1937 begann das Orchester, Schallplatten aufzunehmen. Heute verzeichnet die Diskografie der Dresdner Philharmonie fast 330 Werke. Zu den neueren Aufnahmen zählt ein CD-Zyklus unter der Leitung von Michael Sanderling mit sämtlichen Sinfonien von Dmitri Schostakowitsch und Ludwig van Beethoven (Sony Classical). Mit Marek Janowski hat die Dresdner Philharmonie alle Sinfonien Robert Schumanns, „Die Schöpfung“ von Haydn, Schubert-Sinfonien (Unvollendete, die „Große“ C-Dur), Mascagnis „Cavalleria rusticana“, Puccinis „Il Tabarro“ und Beethovens „Fidelio“ aufgenommen (alle: Pentatone). Zudem sind Aufnahmen von Verdis „La Traviata“ mit der Dresdner Philharmonie unter der Leitung von Daniel Oren und Belcanto-Arien mit Lisette Oropesa erschienen (ebenfalls Pentatone).
Der Dresdner Philharmonie sind die Philharmonischen Chöre angeschlossen: Seit der Spielzeit 2012/13 stehen diese unter der Leitung des Chordirektors Gunter Berger. Die Dresdner Philharmonie ist Mitglied im KlangNetz Dresden.
Seit der Spielzeit 2017/18 fördert die Dresdner Philharmonie bis zu 10 Musikstudierende im Rahmen der Kurt-Masur-Akademie, die hier erste Berufserfahrungen sammeln können.
Im September 2021 fanden im Konzertsaal des Kulturpalastes gemeinsam mit der Dresdner Philharmonie die Dreharbeiten zu den Orchesterszenen für den Film Tár von Todd Field statt. Cate Blanchett spielt darin die fiktive Dirigentin Lydia Tár, die ein ungenanntes Orchester in Berlin leitet, das von der Dresdner Philharmonie dargestellt wird. Der Film wurde u. a. mit dem Golden Globe und dem BAFTA Film Award ausgezeichnet und war für sechs Oscars nominiert.

## Spielorte
Am 28. April 2017 wurde nach fünfjähriger Bauzeit der neue Konzertsaal im Dresdner Kulturpalast eröffnet. In der Interimszeit des Umbaus (ab 2012) gab das Orchester Sinfoniekonzerte im Albertinum und im Schauspielhaus, dazu kamen eine Kammerkonzertreihe auf Schloss Albrechtsberg, Konzerte im Deutschen Hygiene-Museum Dresden, Familienkonzerte, Schülerkonzerte sowie Sonderkonzerte in der Frauenkirche, der Kreuzkirche und zu besonderen Anlässen auch an weiteren Orten. Kreuzkirche und Frauenkirche werden auch weiterhin bespielt. Außerdem führt das Orchester Tourneen in der ganzen Welt durch und hat im deutschlandweiten Vergleich eine hohe Abonnentenzahl (etwa 5.000, Stand: 2024).